# Ezhi
Ezhi (kinesiska: 俄支乡, 俄支) är en socken i Kina. Den ligger i provinsen Sichuan, i den sydvästra delen av landet, omkring 580 kilometer väster om provinshuvudstaden Chengdu. Antalet invånare är 4 313. Befolkningen består av 2 067 kvinnor och 2 246 män. Barn under 15 år utgör 26,0 %, vuxna 15-64 år 66 %, och äldre över 65 år 6,0 %.
Genomsnittlig årsnederbörd är 810 millimeter. Den regnigaste månaden är juli, med i genomsnitt 191 mm nederbörd, och den torraste är december, med 2 mm nederbörd.